# Кузнецов, Владимир Николаевич (тяжелоатлет)
Владимир Кузнецов (род. 21 апреля 1984 года) — казахстанский тяжёлоатлет, мастер спорта Республики Казахстан международного класса.

## Биография
Владимир Кузнецов на внутренних соревнованиях выступает за ВКО и Семей.
Тренируется у В. А. Лю-Шина и А. В. Лю-Шина.
9-кратный чемпион Казахстана.
На чемпионате Азии 2004 года в Алматы, показав результат 155+190=345, завоевал «бронзу» в толчке, а по сумме оказался четвёртым.
На следующий год на чемпионате Азии 2005 года в Дубае, показав такой же результат, он взял «золото» как в сумме, так и в каждом упражнении.
На чемпионате Азии 2007 года в Тайане, показав результат 142+180=322, взял «бронзу» за толчок и сумме двоеборья.
На чемпионате Азии 2011 года в Тунлине, показав результат 160+190=350, взял «бронзу» в категории до 85 кг как в сумме, так и в каждом упражнении.
На чемпионате мира 2009 года в Кояне с результатом 170+206=376 стал четвёртым, но взял малую «бронзу» в толчке.
На Олимпиаде-2008 в Пекине с суммой 351 кг В.Кузнецов был девятым.
Женат, воспитывает сына. Имеет высшее образование.